# Castell de Bojnice
El castell de Bojnice (en eslovac Bojnický zámok, en hongarès: Bajmóci vár) és un castell medieval situat a la població de Bojnice, a la regió de Nitra, al centre d'Eslovàquia.
La construcció original en pedra es remunta al segle xiii i va ser reconstruït al segle xix, a l'estil gòtic dels castells francesos del Loira. Actualment presenta un estil romàntic conservant alguns elements originals de l'arquitectura gòtica i del Renaixement.
L'any 1970 va ser declarat Monument Cultural Nacional i constitueix uns dels castells més visitat de tota Eslovàquia. Ha estat escenari de múltiples rodatges cinematogràfics.

## Galeria d'imatges

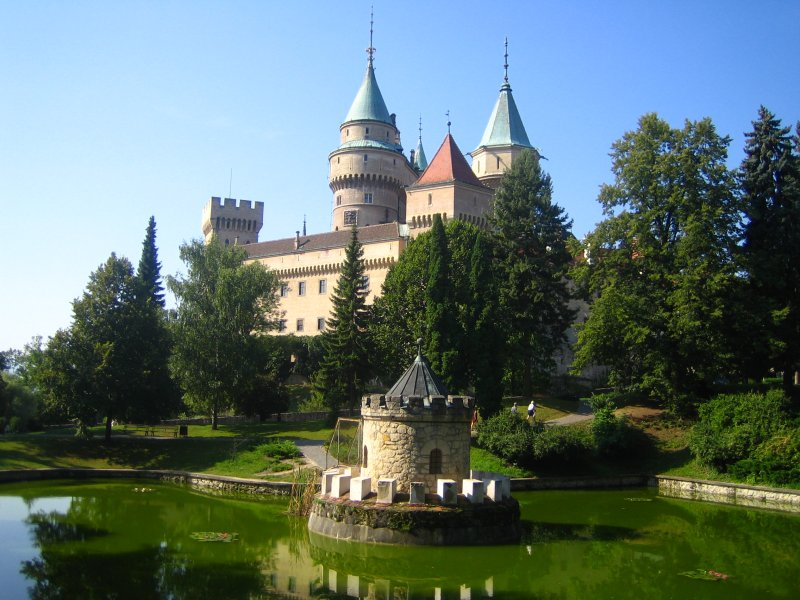
Bojnice Castle, 2007
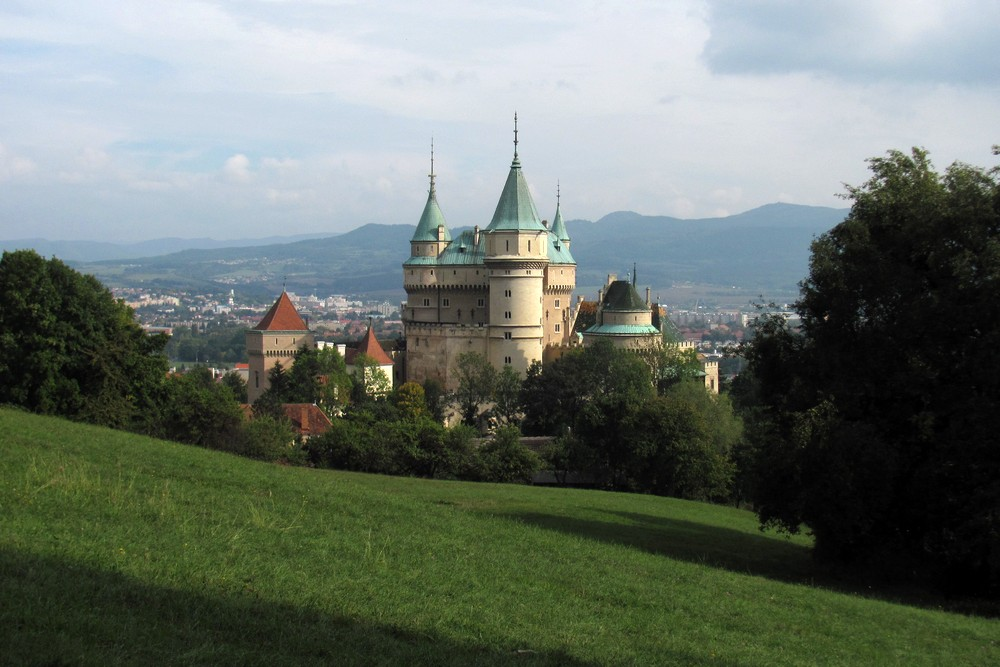
Vista del castell des de l'oest
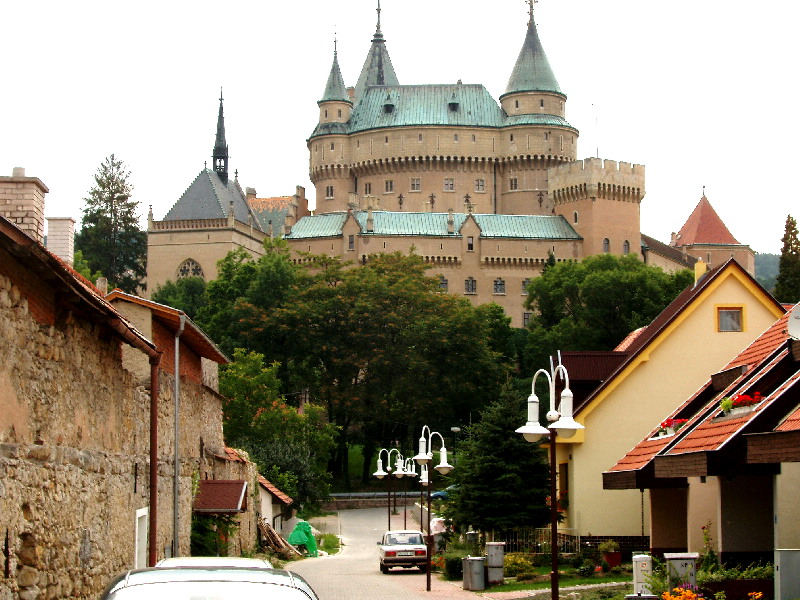
Bojnice Castle as seen from the town
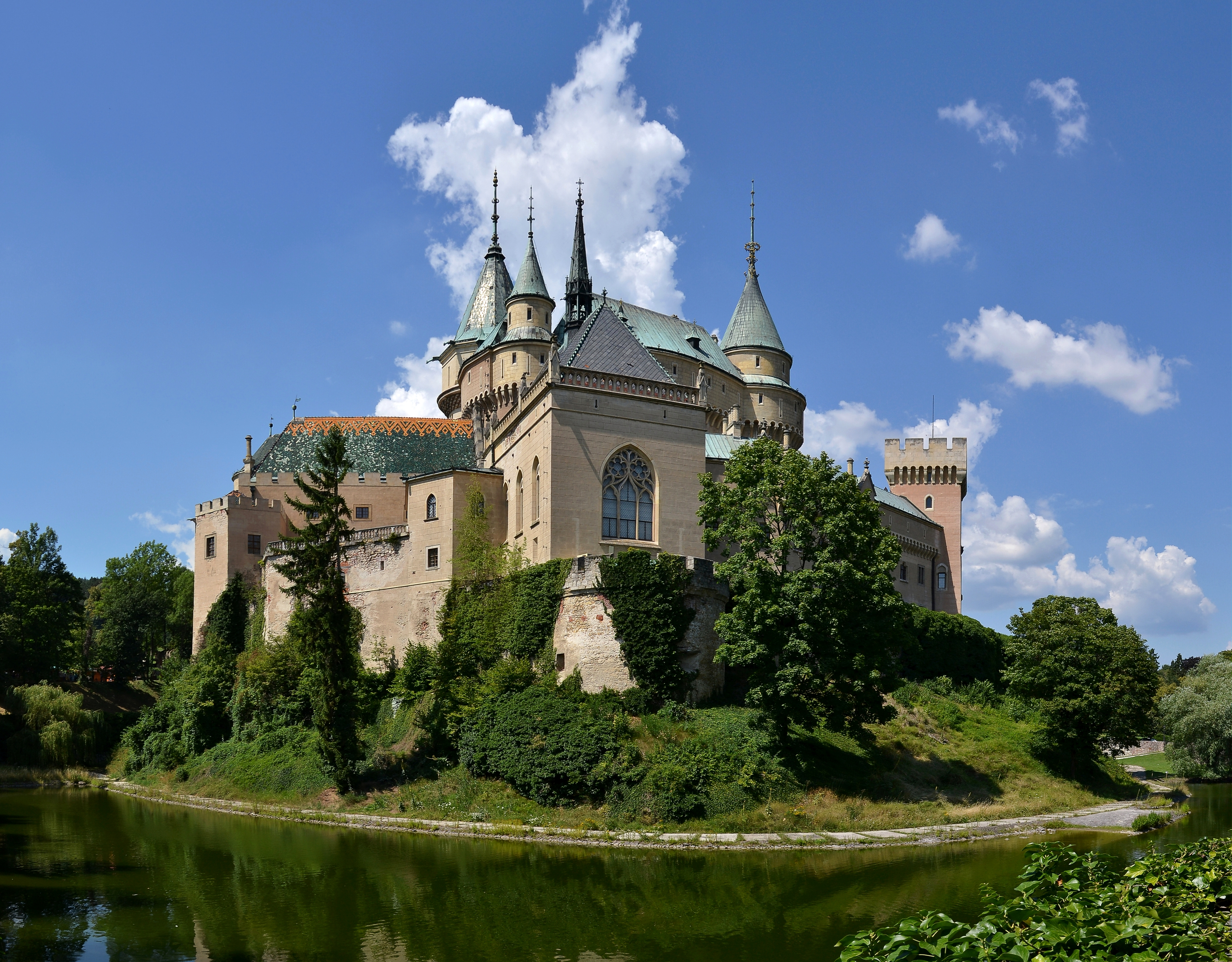
Bojnice Castle, 2014